# Peter Hartmann (Seemann)

Peter Hartmann widmete sein Leben der DGzRS und dem Seenotrettungswesen

Peter Hartmann (* 22. September 1884 in Friedrichskoog; † 8. Dezember 1982 in Cuxhaven) war ein deutscher Seemann. Als Vormann des Seenotrettungsbootes Hindenburg rettete er etwa 400 in Seenot geratenen Menschen das Leben. Hierfür erhielt er 1951 als Niedersachsens erfolgreichster Lebensretter das Bundesverdienstkreuz.

## Leben
Peter Hartmanns Vater war als Fischer, Bakensetzer, Lotse und Rettungsmann auf See tätig. Als Zwölfjähriger fuhr Hartmann erstmals an der Seite seines Vaters von Friedrichskoog aus zur See. Den Sommer über ging er, wie es damals bei den Fischerjungen üblich war, in der Nordsee auf Fischfang und kehrte erst mit Beginn der Herbststürme wieder zurück und besuchte in dieser Zeit den Schulunterricht bis zur nächsten Fangsaison.
Im Jahr 1900, als 16-Jähriger, trat er – wie vor ihm bereits einer seiner Großväter und sein Vater – dem Seenotrettungsdienst bei und sammelte hier seine ersten Erfahrungen vor der Küste Dithmarschens auf dem in Friedrichskoog stationierten Rettungssegelboot Eugenie. Einen Grund für diesen Schritt sah Hartmann in dem Umstand begründet, dass er der Familientradition folgen wollte. Zudem kehrten vier Familienmitglieder von einer Fischfangfahrt nicht wieder zurück.
Als 16-Jähriger führte er auch sein erstes Kommando als Kapitän eines Krabbenkutters, nachdem er im gleichen Jahr den erkrankten Kapitän eines Frachtschiffes auf einer Überführungsfahrt adäquat ersetzen konnte und somit seine Führungsfähigkeit unter Beweis gestellt hatte.

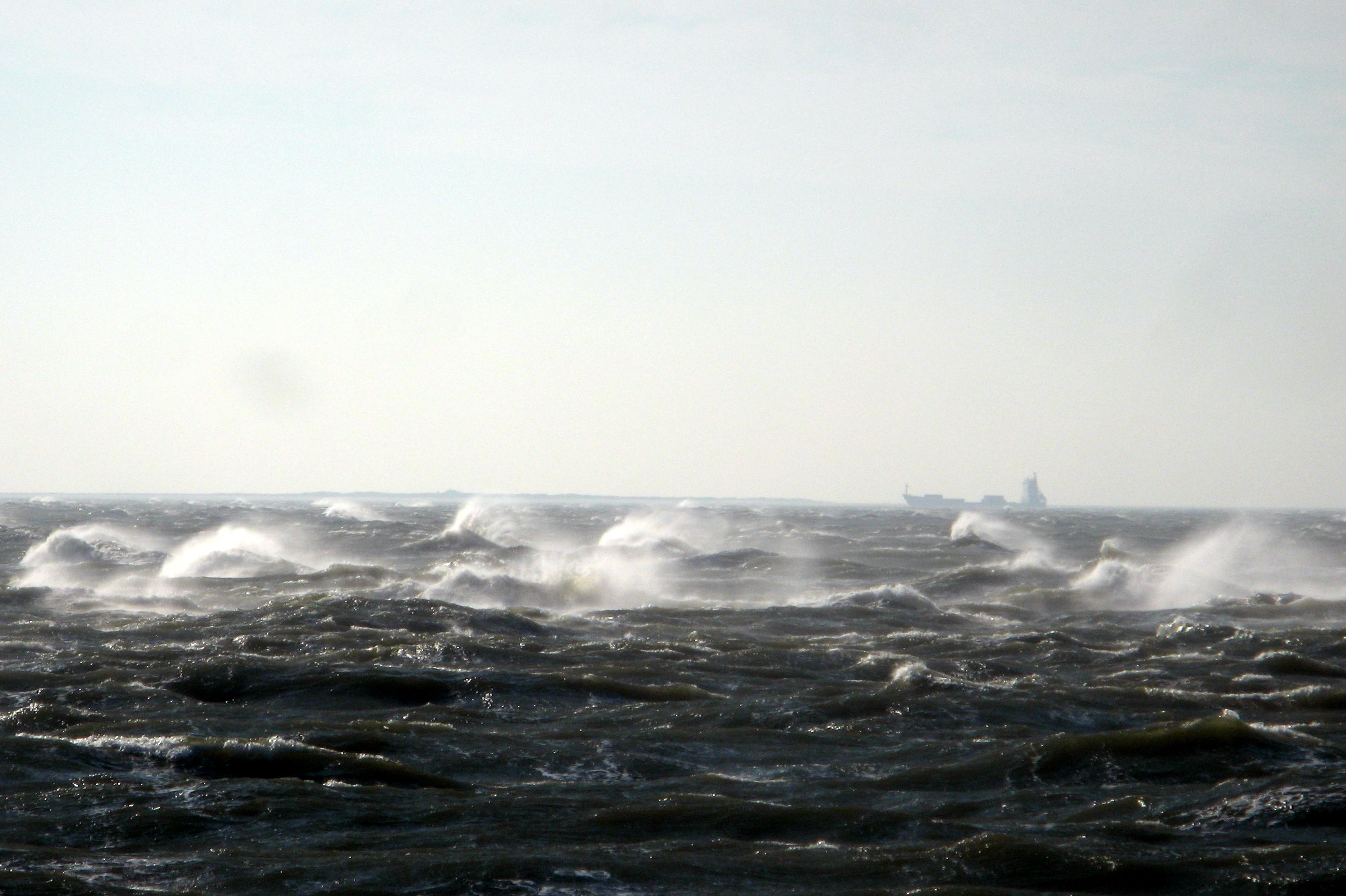
Das Revier von Peter Hartmann (hier Großer Vogelsand vor Cuxhaven) – auch bei Sturm müssen die Männer der DGzRS auf See und Leben retten

1910 heiratete er seine Frau Anna, mit der er 1980 schließlich den 70. Hochzeitstag feiern konnte. Zusammen mit ihr verließ er im Jahr 1921 die gemeinsame Heimat und zog nach Cuxhaven. Dort übernahm er später das Kommando über das 1932 in Dienst gestellte Motorrettungsboot (MRB) Richard C. Krogmann, das stärkste und längste MRB der Deutschen Gesellschaft zur Rettung Schiffbrüchiger (DGzRS) vor dem Zweiten Weltkrieg. Das 17,10 Meter lange Boot, ein Zweischrauber mit zwei Motoren zu je 125 PS Leistung, ging jedoch im Zweiten Weltkrieg verloren.

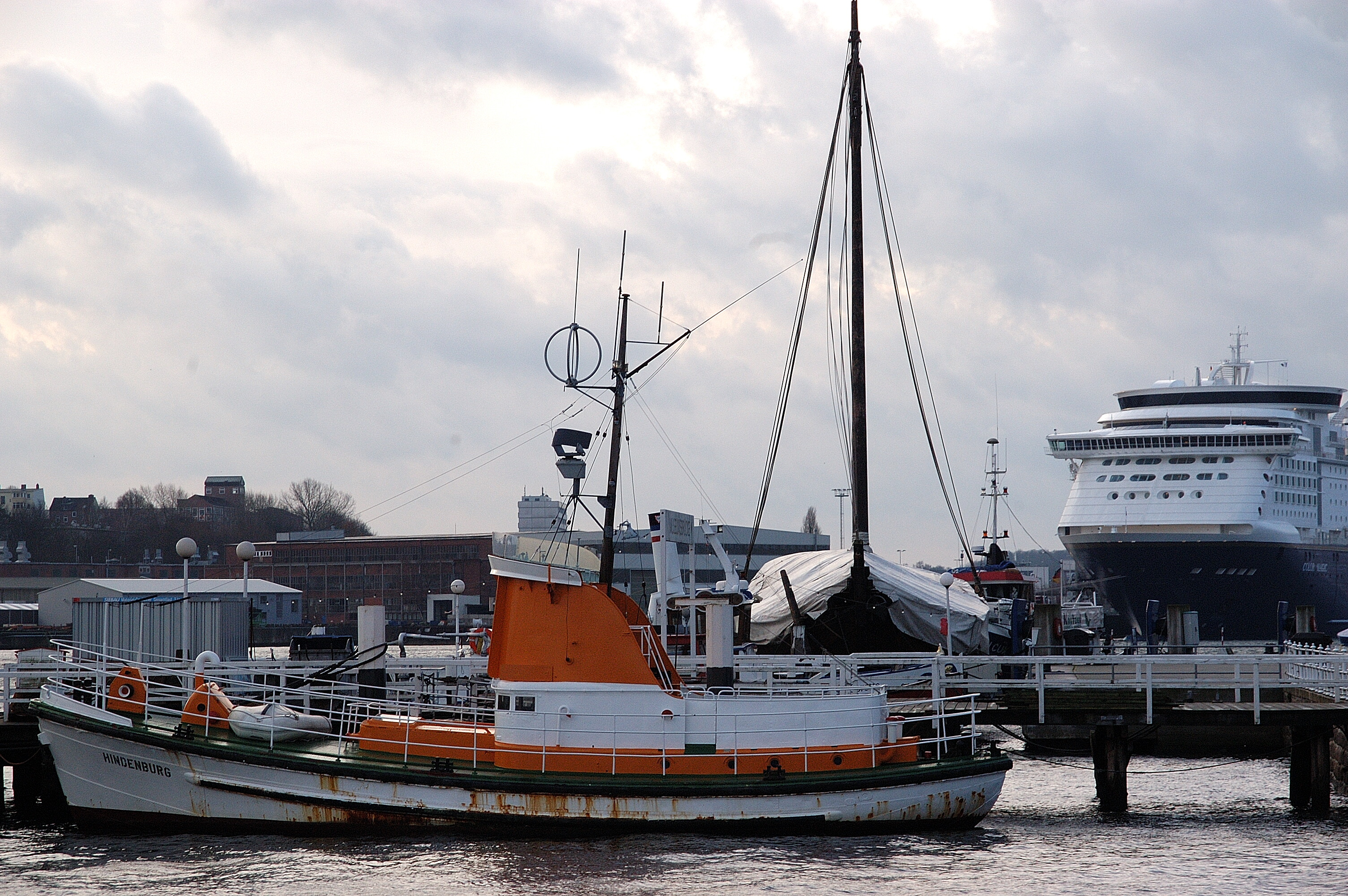
Hindenburg im Kieler Museumshafen – das Motorrettungsboot von Peter Hartmann

Ab dem 22. Dezember 1944 übernahm Hartmann als Vormann und Kapitän das seinerzeit sehr moderne Seenotrettungsboot Hindenburg (IV) mit der internen Kennung KRA 101. Es war das vierte Rettungsboot mit diesem Namen – die unmittelbare Vorgängerin sank 1940 mit der aus sechs Mann bestehenden Besatzung vor Borkum. Die Hindenburg (IV) gehörte zu einem neuartigen und größeren Schiffstyp, als er bislang in der Seenotrettung üblich war.
Während des Zweiten Weltkrieges stand die Hindenburg (IV) unter dem Schutz der Genfer Konventionen und führte den Such- und Rettungsdienst in der Nordsee durch. Hartmanns Hindenburg war bis zum 13. Juni 1958 in Cuxhaven stationiert. Sie besaß zwei Schrauben und war mit zwei 150 PS starken Motoren bestückt, so dass sie auch Rettungseinsätze in schwerer See durchführen konnte. Das Boot war 17,5 m lang und 5 m breit bei einem Tiefgang von 1,40 m.
1950 war die DGzRS finanziell ziemlich angeschlagen – Hartmann unternahm  daraufhin mit „seiner“ Hindenburg „Werbefahrten“, um Städte, Kreise und Gemeinden an den Küsten für die Deutsche Gesellschaft zur Rettung Schiffbrüchiger und deren lebensrettender Arbeit zu interessieren. Die Fahrt führte ins Binnenland, aber auch den Rhein und Main hinauf sowie bis zur damaligen Bundeshauptstadt Bonn. Hier begrüßte Hartmann dann sogar den amtierenden Bundespräsidenten Theodor Heuss auf seinem Rettungsboot, der am 11. März 1950 schließlich die Schirmherrschaft für die DGzRS übernahm.
Am 21. Dezember 1951 erhielt Hartmann für seine Rettungstaten das Bundesverdienstkreuz (Steckkreuz). Dieses überreichte ihm der Stader Regierungspräsident Walter Harm, dem ein Vorschlag des damaligen niedersächsischen Ministerpräsidenten Hinrich Wilhelm Kopf vorausgegangen war. Hartmann war mit 370 bis zu diesem Zeitpunkt geretteten Menschenleben Niedersachsens erfolgreichster Lebensretter.

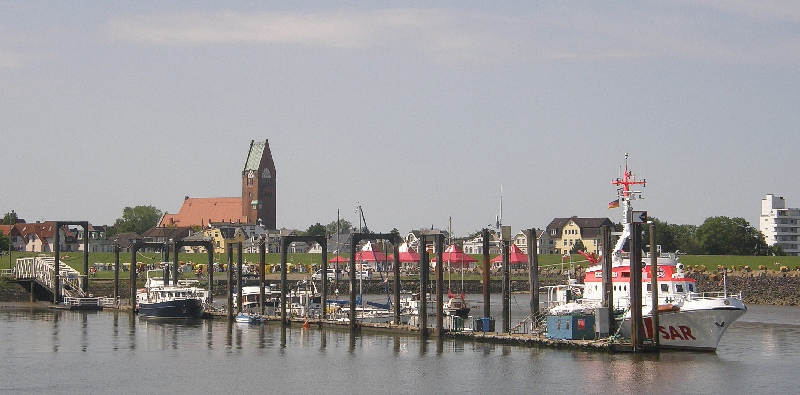
Der traditionelle Liegeplatz von Seenotrettungsbooten in Cuxhaven

Am 1. Juli 1958 ging Hartmann im Alter von 74 Jahren in den Ruhestand – zwei Wochen, nachdem „seine“ Hindenburg nach Dithmarschen verlegt und in Cuxhaven durch ein moderneres Schiff ersetzt worden war. Aus dem aktiven Dienst wurde er vom Ortsbeauftragten der Deutschen Gesellschaft zur Rettung Schiffbrüchiger (DGzRS) Ewald Ottens verabschiedet. Die Tagespresse beschreibt Hartman trotz seines hohen Alters als jemanden, dem man sein Alter nicht ansieht.
Insgesamt wurden 800 Menschen mit der Hindenburg (IV) gerettet – über 400 davon von Peter Hartmann und seiner Mannschaft.
Nach seiner Tätigkeit für die DGzRS war Hartmann noch einige Zeit als Lotse tätig, bevor er sich endgültig zur Ruhe setzte.
Hartmann zeugte zwei Söhne, die als Cuxhavens Hafenkapitän und als Bezirksschornsteinfeger mit Segelambitionen in ihrer Freizeit die seemännische Familientradition fortsetzten. Im Alter von 98 Jahren verstarb Peter Hartmann.

## Sonstiges
- Zu den von Hartmann geretteten Lebewesen gehörten nicht nur Menschen. So ist auch die Rettung eines in Seenot geratenen Ochsen überliefert, der zur Schlachtung von der Insel Neuwerk nach Cuxhaven getrieben werden sollte, hierbei aber die Flucht ergriff. Hartmann war dieser Vorfall, der als Anekdote von der Presse gerne aufgegriffen wurde, offenbar unangenehm, weshalb er nicht gerne über diese Rettung sprach. Er rettete das Tier vor dem Ertrinkungstod.
- Überliefert ist zudem eine Ansprache des niedersächsischen Ministerpräsidenten Hinrich Wilhelm Kopf, der der Presse mitteilte, dass keiner so gut Schollen braten kann wie Peter Hartmann.
- Ein norwegisches Fischerboot ist mit einer vollen Ladung Heringen auf Scharhörn gestrandet. Der Kapitän bedrohte Hartmann mit einer Pistole, als dieser ihn und seine Besatzung retten wollte.
- Hartmann kannte sein Revier so gut, dass er oftmals ohne Nutzung des Radars problemlos die Sandbänke und Untiefen passieren konnte
- Das MRB Hindenburg (IV) von Peter Hartmann ist heute in Kiel als Museumsschiff zu besichtigen (Kieler Schiffahrtsmuseum).